# この指とまれ2
『この指とまれ2』（このゆびとまれ2）はNHKの『ドラマ新銀河』で1997年11月10日から12月11日までで放送されたテレビドラマ。
1995年に同枠で放送された「この指とまれ!!」の続編だが、役名などに連続性はあるものの、舞台（前作は関東煮屋と廃校前の小学校、本作は町医者）や背景（前作は小学校の生徒の家庭環境など、本作は阪神大震災と子連れ再婚）などは大きく変更されている。
本作で夫婦を演じた藤山直美と國村隼は、後年『芋たこなんきん』でも再び夫婦役を演ずる。ただし本作で医師を演じたのは藤山であったが、『芋たこなんきん』では本作とは逆に國村が医師役となる。

## あらすじ
父親の診療所を継いだ女医の大熊すみれが東洋医学の良さに目覚める。

## キャスト
大熊すみれ
演 - 藤山直美
診療所の町医者。
板東誠
演 - 岸部一徳
上田静香
演 - 田中好子
大熊保夫
演 - 佐川満男
大熊光子
演 - 白川由美
藤吉一
演 - 國村隼
料亭の板前。バツイチで双子の父親。
藤吉純子
演 - 三倉茉奈
双子の姉。
藤吉愛子
演 - 三倉佳奈
双子の妹。
渡辺勢津子
演 - 石井トミコ
津川優二
演 - 入江雅人
高橋香代子
演 - 三田篤子
早苗
演 - 紅萬子
シロー
演 - 戸田都康
太田
演 - 多賀勝一
秀海和尚
演 - 桂枝雀

## スタッフ
- 脚本 - 井上由美子[1]
- 音楽 - 梅林茂[1]
- 制作統括 - 八木雅次[1]
- 美術 - 岡本忠士[1]、堀内裕[1]
- 技術 - 鈴木文夫[1]、筏谷武志[1]
- 音響効果 - 山倉正美[1]、加藤正孝[1]
- 演出 - 長沖渉[1]、安梨香[1]、安原裕人[1]
- 制作 - NHK大阪[1]